# Philip de Leeuw
Philip de Leeuw ('s-Gravenhage, 24 mei 1914 - Veenendaal, 20 november 1944) was een Nederlands verzetsstrijder tijdens de Tweede Wereldoorlog.

## Achtergrond
De Leeuw studeerde economie aan de Universiteit van Amsterdam. Hij was van joodse komaf en in verband met zijn voornemen om naar het mandaatgebied Palestina te emigreren, legde hij zich toe op landbouweconomie.
In 1939 trouwde hij met Betty Polak, die niet alleen zijn zionistische idealen deelde, maar ook het grote gevaar van het nazisme zag. De huwelijksceremonie baarde opzien, omdat De Leeuw onder de choepa in de Neie Sjoel te Amsterdam zijn gala-uniform van Nederlands legerofficier droeg. Sinds de algemene mobilisatie van de krijgsmacht in 1939 was de Leeuw als luitenant ingedeeld bij een grensdetachement in Dinxperlo.

## Oorlog en verzet
Na de capitulatie in mei 1940 probeerde het jonge echtpaar tot drie keer toe naar Engeland te ontkomen, wat echter mislukte. Zij gingen werken bij Het Apeldoornsche Bosch, een Joodse verpleeginstelling voor psychiatrische patiënten. Vlak voor de ontruiming van deze instelling door de nazi’s konden ze ontkomen. Vanaf dat moment leefden ze als onderduikers. 
In september 1944 kreeg De Leeuw - onder de schuilnaam Philip van Andel - een baan als administrateur bij de Werkplaats Kindergemeenschap van onderwijsvernieuwer Kees Boeke in Bilthoven. Daar werd hij gevraagd om deel te nemen aan het gewapend verzet. Als voormalig officier leidde hij op de avond van 8 november 1944 een sabotagecommando dat explosieven zou aanbrengen bij de spoorlijn bij Groenekan. De actie mislukte en later op de avond werd hij, samen met zijn vrouw, gearresteerd. Ondanks martelingen bleef hij zwijgen en wist hij zelfs zijn vrouw te redden. 

## Executie en herdenking
De Leeuw werd, samen met de later gearresteerden Pieter ter Beek, Kees Boeke en Zus Boerma-Derksen vastgehouden in de Utrechtse strafgevangenis aan het Wolvenplein. Na een schietpartij aan de rand van Veenendaal wilde de nazi’s de lokale bevolking schrik aanjagen door een represaillemaatregel. In dat kader werden drie verzetsmensen uit Amsterdam en drie uit Utrecht, waaronder De Leeuw, naar Veenendaal gebracht en op maandagmiddag 20 november 1944 door een vuurpeloton omgebracht. Op de plaats van handeling staat sinds 1948 een herdenkingsmonument genaamd Het kruis op de berg.
Betty Bausch-Polak, de (hertrouwde) weduwe van De Leeuw  schreef in 2004 met haar zus Lies Auerbach-Polak haar herinneringen op in het boek Bewogen Stilte, dat inmiddels vertaald is in het Duits, Engels en Hebreeuws. In 2014 sprak zij tijdens de zeventigjarige herdenking van de fusillade bij het monument.
Philip de Leeuw werd aanvankelijk begraven op de Algemene Begraafplaats in Veenendaal, maar is later herbegraven op het Ereveld Loenen.